# Scotura signata
Scotura signata är en fjärilsart som beskrevs av Erich Martin Hering 1925. Scotura signata ingår i släktet Scotura och familjen tandspinnare. Inga underarter finns listade.